# Laveline-devant-Bruyères
Laveline-devant-Bruyères è un comune francese di 655 abitanti situato nel dipartimento dei Vosgi nella regione del Grand Est.

## Società

### Evoluzione demografica
Abitanti censiti